# モニタリング (曲)
「モニタリング」は、日本のボカロP・DECO*27制作のVOCALOID楽曲。アルバム『TRANSFORM』の収録曲として、2024年11月22日に発表され、ボーカルシンセサイザー・初音ミクが歌唱する。

## 概要
前作「サッドガール・セックス」に続いて、編曲にHayato Yamamotoが参加している。ミュージック・ビデオのディレクションとアニメーション・キャラクターデザインはkeeが務めている。
ダブステップとハウスが融合したベースハウスが基調となっており、昭和の歌謡曲の要素も取り入れたグルーヴ感が特徴となっている。

## 作品
MVは眼帯をした女性がドアスコープを覗き込む場面が中心となっており、性的な歌詞とサイケデリックな色彩も相まってストーカーのような異様さが演出されている。しかし、曲の終盤にはこの演出が使われていないことから、実は女性がストーカーであることは室内にいる人物の妄想で、女性はただその人物を心配して訪れているだけだという見方もされている。

## 反応
本作は2025年1月1日公開のチャート以降、「Billboard JAPAN“ニコニコ VOCALOID SONGS TOP20”」で4週連続1位となった。国内外で内容の考察が行われ、様々なキャラクターがドアスコープを覗き込む二次創作動画が次々と投稿された。